# Попова Ніна Василівна
Ніна Василівна Попова (22 січня 1908, місто Єлець, тепер Липецької області, Російська Федерація — 30 травня 1994, місто Москва) — радянська державна діячка, голова президії Союзу радянських товариств дружби і культурного зв'язку із зарубіжними країнами, голова Комітету радянських жінок, секретар ВЦРПС. Кандидат у члени ЦК КПРС у 1956—1961 роках. Член ЦК КПРС у 1961—1976 роках. Депутат Верховної ради Російської РФСР 2-го скликання. Депутат Верховної Ради СРСР 3—9-го скликань.

## Життєпис
Народилася в родині ремісника в місті Єлець (за метрикою — в місті Новохоперську Воронезької губернії). Після смерті батьків виховувалася в Єлецькому дитячому будинку № 3; з 1922 року жила з родиною старшого брата в місті Борисоглібську.
З 1925 року — на комсомольській роботі. Слухачка Тамбовської школи радянського і партійного будівництва.
Член ВКП(б) з 1932 року.
Навчалася в Ленінградському державному педагогічному інституті імені Герцена, навчання не закінчила. У 1934 році закінчила два курси Московського інституту філософії, літератури та історії імені Чернишевського.
У 1934—1937 роках — завідувачка лекторія Московської сільськогосподарської академії імені Тімірязєва; завідувачка філії, заступник директора з наукової частини Московського марксистсько-ленінського університету наукових та інженерно-технічних працівників.
З 1937 року — секретар партійної організації Московського інституту удосконалення вчених, інструктор відділу пропаганди і агітації Краснопресненського районного комітету ВКП(б) міста Москви.
З 1938 року — секретар, 2-й секретар Краснопресненського районного комітету ВКП(б) міста Москви.
10 березня — 20 вересня 1941 року — голова виконавчого комітету Краснопресненської районної ради депутатів трудящих міста Москви.
23 квітня — 14 вересня 1942 року — голова виконавчого комітету Краснопресненської районної ради депутатів трудящих міста Москви.
У вересні 1942 — квітні 1945 року — 1-й секретар Краснопресненського районного комітету ВКП(б) міста Москви.
30 березня 1945 — 12 червня 1957 року — секретар Всесоюзної центральної ради професійних спілок (ВЦРПС), член Президії ВЦРПС.
Одночасно у 1945—1968 роках — голова Комітету радянських жінок, віце-голова Міжнародної демократичної федерації жінок.
У 1957 — лютому 1958 року — голова правління Всесоюзного товариства культурних зв'язків із закордоном.
У лютому 1958 — липні 1975 року — голова президії Союзу радянських товариств дружби і культурного зв'язку із зарубіжними країнами.
Обиралася членом Всесвітньої ради миру, президії Радянського комітету захисту миру, Радянського комітету солідарності країн Азії і Африки, президії Комітету радянських жінок, Радянського комітету за європейську безпеку і співробітництво.
З 1975 року — персональний пенсіонер союзного значення в Москві.
Померла 30 травня 1994 року. Похована в Москві на Новодівочому цвинтарі. 

## Родина
Батько — Василь Петрович Попов, ремісник. Мати — Любов Олександрівна, уроджена Борисова. Брати — Олексій, Микола.
Сестра — Ольга.
Перший чоловік — Андрій Семенович Шамшин, агроном. Дочка — Реніта Андріївна Григор'єва, режисер, сценарист, актриса.
Другий чоловік (з 1942 року) — Василь Федорович Орлов, Герой Радянського Союзу, полковник, командир танкового корпусу.

## Нагороди і звання
- два ордени Леніна (22.01.1968,)
- орден Жовтневої Революції
- орден Трудового Червоного Прапора
- орден Червоної Зірки (.11.1941)
- орден Дружби народів (1978)
- орден «Знак Пошани»
- медаль «За оборону Москви»
- медаль «За доблесну працю у Великій Вітчизняній війні 1941—1945 рр.»
- медаль «За доблесну працю. В ознаменування 100-річчя з дня народження Володимира Ілліча Леніна»
- медалі
- Міжнародна Сталінська премія «За зміцнення миру між народами» (12.12.1953)